# We Sing. We Dance. We Steal Things.
We Sing. We Dance. We Steal Things. é o terceiro álbum de Jason Mraz, lançado em 13 de maio de 2008. O álbum chegou ao terceiro lugar no Billboard 200, tornando-se o álbum de mais alto lugar na discografia de Mraz. O título do álbum refere-se a uma obra de arte feita por David Shrigley a qual chamou a atenção de Mraz enquanto ele viajava pela Escócia.

## Faixas
1. "Make It Mine"
2. "I'm Yours"
3. "Lucky" (com Colbie Caillat)
4. "Butterfly"
5. "Live High"
6. "Love for a Child"
7. "Details in the Fabric" (com James Morrison)
8. "Coyotes"
9. "Only Human"
10. "The Dynamo of Volition"
11. "If It Kills Me"
12. "A Beautiful Mess"